# Perigea eguigureni
Perigea eguigureni là một loài bướm đêm trong họ Noctuidae.